# 55P/Tempel-Tuttle
55P/Tempel-Tuttle sau, mai scurt, Cometa Tempel-Tuttle este o cometă periodică descoperită, în mod independent, de astronomii Ernst Tempel (la 19 decembrie 1865) și de Horace Parnell Tuttle (la 6 ianuarie 1866).
Este corpul părinte al roiului de meteori  al Leonidelor. În anul 1699 fusese observată de astronomul german Gottfried Kirch, dar s-a înțeles că era vorba despre o cometă periodică abia la trecerea sa la periheliu din 1866. 